# Noc letnia
Noc letnia – poemat Zygmunta Krasińskiego z lat 1836-1837.

## O utworze
Poemat powstał prawdopodobnie w latach 1836-1837. Rok później w maju 1838 był czytany Joannie Bobrowej. Krasiński wydał Noc letnią wraz z Pokusą w Paryżu w 1841.
Postać dumnego starca, magnata, poświęcającego godność i losy jedynego syna dla współpracy z zaborcą i określającego patriotyzm młodzieńca jako postawę buntowniczą, wykazuje wiele cech wspólnych z generałem Wincentym Krasińskim. Poeta zawarł w utworze własne przemyślenia dotyczące własnych bolesnych doświadczeń. Na kształt utworu wpłynęły również powszechnie znane fakty z życia księżnej Stefanii Radziwiłłówny i jej małżeństwo z Rosjaninem Ludwikiem Sayn-Wittgenstein, na mocy którego olbrzymie dobra panny młodej przeszły w ręce rosyjskie.
Główną tendencją poematu jest apoteoza polskości, potępienie wszelkich przejawów zdrady i ostrzeżenie przed wynarodowieniem w razie wejścia w związki małżeńskie z wrogiem. Utwór niesie zapowiedź zmartwychwstania ojczyzny. Mimo to jedynym wyjściem dla bohatera pozostaje śmierć w obronie zagrożonej godności narodowej.
Treść poematu została zaciemniona manierycznym stylem charakteryzującym się nagromadzeniem ozdobników, dekoracji i pompatycznością tonu. Przyczyną zbłąkania się fantazji i smaku Krasińskiego stało się urzeczenie stylem modnego wówczas pisarza niemieckiego Jeana Paula, którego mieszczańskich treści autor Nocy letniej jednak nie podzielał.
Utwór zdobył pewien rozgłos u współczesnych. Zachwycał się nim Słowacki w felietonie ogłoszonym na łamach Trzeciego Maja w kwietniu 1841. Autor felietonu wieścił narodziny nowej cudowności, bardzie duchowej i nadzmysłowej, przedarcie się w świat duchów w sferę zgodności ludzkich czynów, nawet najfatalniejszych z myślą Boga.